# Galaxie 500

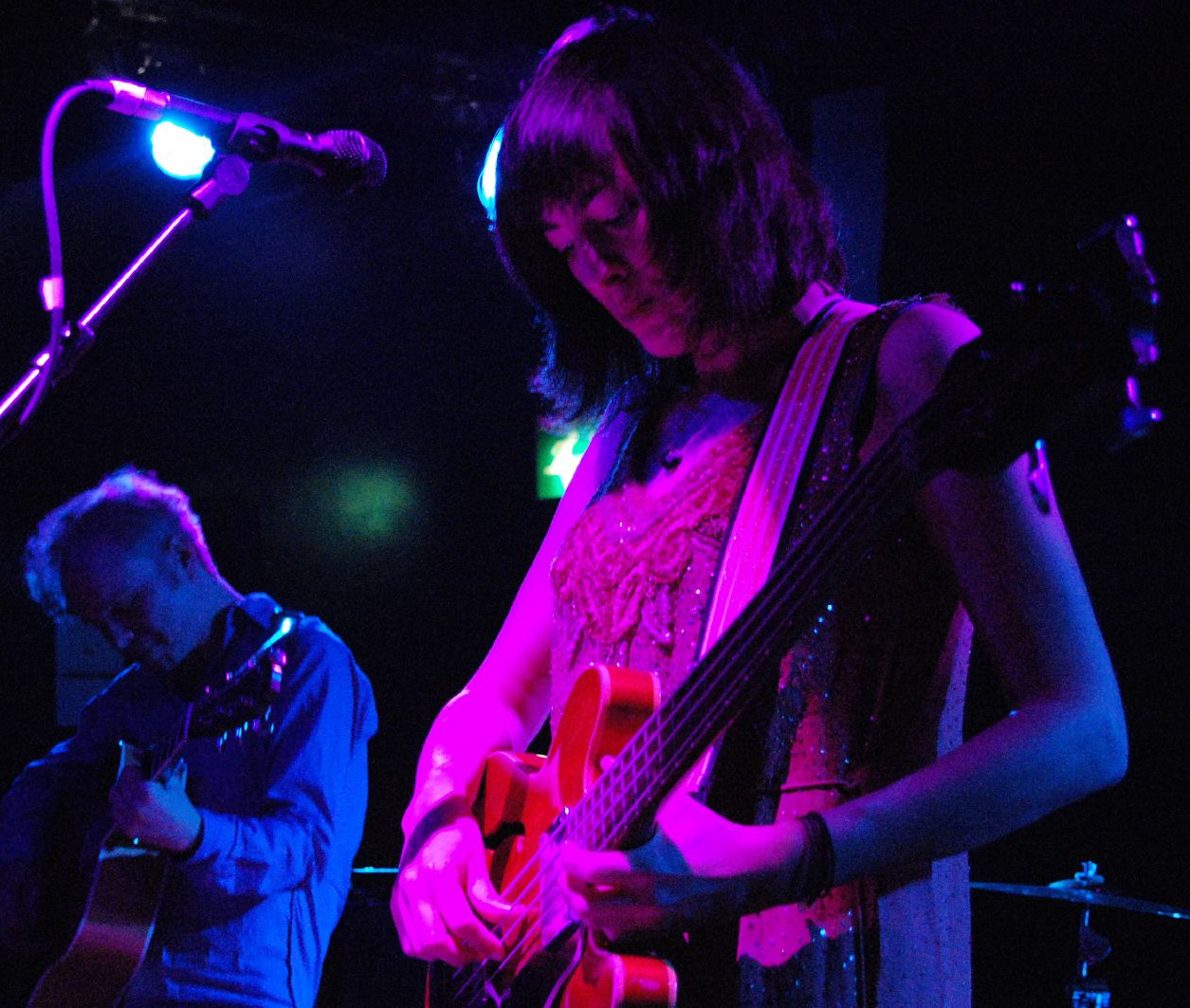
Ex-membro da banda, Naomi Yang, em um concerto no 'The Scala', que participou juntamente de seu ex-companheiro de banda, Damon Wareham. Londres, Novembro de 2017.

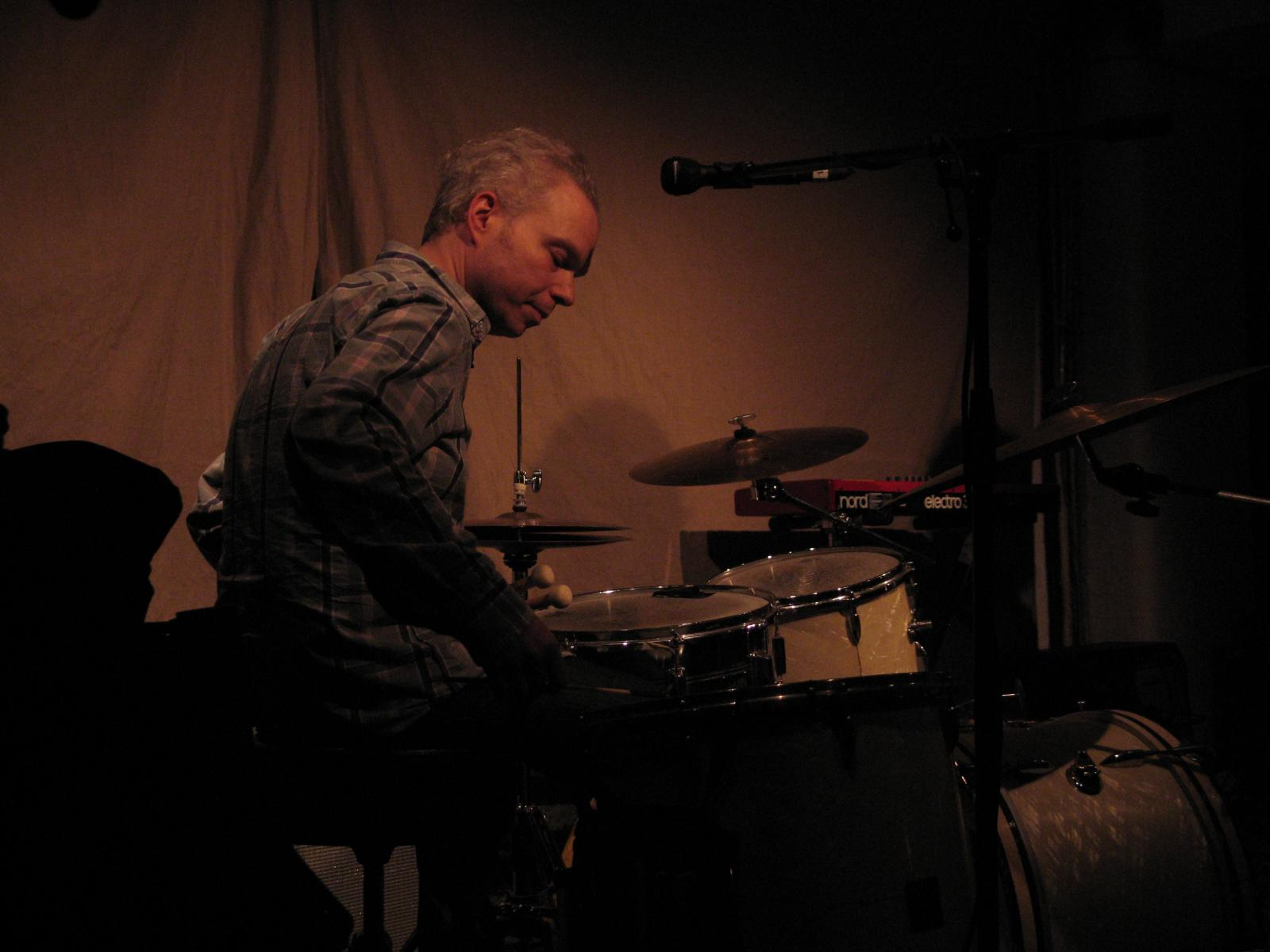
Ex-membro Damon Krukowski, tocando bateria para Richard Youngs, em um concerto no Cafe OTO. Londres, 2011.

Galaxie 500 foi uma banda americana de rock alternativo, ativa entre 1987 e 1991. Embora pouco reconhecida durante o período em atividade, foi precursora dos movimentos shoegazing e slowcore que foram notórios nos anos 90.
A banda foi formada em 1986, na cidade de Boston, pelo neozelândes Dean Wareham e pelos americanos Damon Krukowski e Naomi Yang. Em 1987, lançaram seu primeiro single,  "Tugboat". Já no ano seguinte, em 1988, saiu o primeiro álbum, Today. Com forte influência do Velvet Underground, o Galaxie 500 se tornou cultuado na Europa após o lançamento do segundo álbum, On Fire (1989), que teve ótima recepção pela crítica. This is Our Music, lançado em 1990, foi o terceiro e último álbum do Galaxie 500.
A banda chega ao fim em 1991, em decorrência dos problemas financeiros enfrentados. Dean Wareham forma o Luna (banda), e Damon Krukowski e Naomi Yang formam o duo Damon & Naomi.
Em 1996, a Rykodisc lança uma caixa com os três álbuns de estúdio do trio e uma coletânea com b-sides e raridades. No Brasil, a discografia do 'Galaxie 500 foi lançada no começo de 2001 pela gravadora Trama. Foram lançados os três álbuns oficiais, juntamente com uma coletânea (The Portable) e um disco ao vivo (Copenhagen), com músicas tiradas em um show realizado na Dinamarca, antes do fim do grupo.
Em 7 de maio de 2013, foi lançada a biografia da banda, intitulada "Temperature's Rising: Galaxie 500 - An Oral and Visual History", escrita por Mike McGonigal, e que conta com uma coleção de arquivos de Yang. Também conta com entrevistas com os membros principais, bem como comentários de amigos e antigos associados, incluindo o produtor de longa data Kramer e o membro de Cocteau Twins, Simon Raymonde.

## Discografia

### Álbuns de estúdio
- Today (1988) Aurora
- On Fire (1989) Rough Trade
- This Is Our Music (1990) Rough Trade

### Compilações
- Galaxie 500 (box set) (1996) Rykodisc
- The Portable Galaxie 500 (best-of)  (1998) Rykodisc
- Uncollected (raridades) (2004)

### Álbuns pós-período em atividade
- Copenhagen (ao vivo, 1990) (1997) Rykodisc
- Peel Sessions (2005)

### Singles
- "Tugboat"/"King of Spain" (1988) Aurora
- "Oblivious" (incluído numa coletânea de 7" da revista Chemical Imbalance)
- "Blue Thunder"/"Hail" (split com Straitjacket Fits) (1989)
- "Blue Thunder EP" (1990) Rough Trade
- "Rain"/"Don't Let Our Youth Go to Waste" (1990) Caff
- "Fourth of July"/"Here She Comes Now" (1990) Rough Trade
- "Snowstorm" (ao vivo)/"Pictures" (ao vivo) (2004)

### Videoclipes
- "Tugboat" (1988)
- "Blue Thunder" (1989)
- "When Will You Come Home" (1989)
- "Fourth of July" (1990)

### DVDs
- Don't Let Our Youth Go to Waste (2004)